# Orgonaművészek listája
A híres külföldi orgonaművészek listája a következő:
(A magyar orgonaművészeket lásd itt)
.

## Francia orgonisták
- Jehan Alain, orgonaművész, zeneszerző
- Pierre Cochereau
- Pierre Pincemaille
- François Couperin
- Louis Couperin zeneszerző, orgonista és csembalóművész
- Gabriel Fauré zeneszerző, orgonista
- César Franck zeneszerző
- Olivier Latry
- Nicolas Lebègue
- Philippe Lefebvre
- Louis Marchand
- Charles Tournemire
- Louis Vierne, orgonaművész, zeneszerző
- Charles-Marie Widor orgonista, zeneszerző

## Német orgonisták
- Johann Georg Albrechtsberger zeneszerző, orgonista
- Johann Sebastian Bach
- Johann Bernhard Bach II., német zeneszerző és orgonista, Johann Sebastian Bach unokaöccse
- Heinrich Bach, német orgonista, zeneszerző
- Wilhelm Friedemann Bach, orgonista, zeneszerző
- Johann Pachelbel, német zeneszerző, orgonista
- Johann Aegidius Bach
- Johann Georg Bach I
- Johann Michael Bach I
- Johann Lorenz Bach
- Johann Elias Bach
- Johann Christoph Bach I
- Johann Ernst Bach II
- Hans Buchner(wd), német orgonista, orgonaépítő és zeneszerző
- Dietrich Buxtehude
- Georg Friedrich Händel német (szász) származású barokk zeneszerző, csembalista, hegedűs
- Konrad Paumann, világtalan német orgonaművész és zeneszerző
- Arnolt Schlick, német zeneszerző és orgonista
- Heinrich Schütz
- Albert Schweitzer teológus, orgonaművész, tanár, lelkész, Nobel-békedíjas orvos

## Osztrák orgonisták
- Anton Bruckner, osztrák romantikus zeneszerző és orgonaművész
- Paul Hofhaimer, osztrák orgonista, zeneszerző

## Egyéb nemzetiségű orgonisták
- Ota Čermák
- Walter Chambers
- Ton Koopman
- Johan Henrik Nebelong (1847-1931) dán orgonista, zeneszerző
- Jan Pieterszoon Sweelinck